# Warner Music Group
Warner Music Group is een van de drie grootste muziekdistributeurs in de wereld, na Universal Music en Sony Music Entertainment.
In 2004 werd het verzelfstandigd door moederbedrijf Time Warner en vervolgens genoteerd aan de New York Stock Exchange. In mei 2011 werd het bedrijf overgenomen door Access Industries van de Russische ondernemer Len Blavatnik waarna de beursnotering werd beëindigd. In juni 2020 keerde het terug naar de beurs.

## Activiteiten
Warner Music Group behoort tot de grootste muziekdistributeurs in de wereld. Het werkt onder diverse muzieklabels, waaronder Atlantic Records, Elektra Records, Parlophone Records en Warner Records. Warner Chappell Music heeft de rechten van meer dan 80.000 songwriter en componisten en een catalogus van zo'n 1,5 miljoen nummers.
Het bedrijf heeft een gebroken boekjaar dat loopt tot eind september. In het boekjaar tot september 2019 behaalde het een totale omzet van US$ 4,475 miljard, waarvan US$ 3,8 miljard van de muzieklabels (Recorded Music) en de overige 14% was afkomstig van Warner Chappell Music (Music Publishing). De kosten voor artiesten en hun repertoire zijn het belangrijkst, deze kosten maakten in 2019 zo'n 35% van de totale omzet uit.
Op 30 september 2019 telde het bedrijf 5400 medewerkers.
In de onderstaande tabel de belangrijkste financiële gegevens van de groep. Het jaar 2019 heeft betrekking op het boekjaar dat per september 2019 eindigde. Het boekjaar 2011 is het laatste jaar voor de overname door Access Industries. De resultaten waren in de meeste jaren negatief, mede door de enorme omslag van fysieke muziekdragers, zoals platen en compact discs, naar streaming media.
| Jaar | Omzet | waarvan Recorded Music | Nettoresultaat |
| 2011 | 2988  | 2342                   | -145           |
| 2015 | 2996  |                        | -91            |
| 2016 | 3246  |                        | 25             |
| 2017 | 3576  | 3020                   | 143            |
| 2018 | 4005  | 3360                   | 307            |
| 2019 | 4475  | 3840                   | 256            |

### Beursgang
Begin juni 2020 kreeg het bedrijf een notering aan de NASDAQ aandelenbeurs. Er werden 77 miljoen Class A aandelen verkocht tegen een introductiekoers van US$ 25 per aandeel. De opbrengst voor het bedrijf kwam daarmee uit op US$ 1925 miljoen. Access Industries verkocht in deze transactie geen aandelen. Access heeft Class B aandelen, deze hebben 20 stemrechten per aandeel en de Class A aandelen maar een stem per aandeel. Na de beursintroductie heeft Access nog zo'n 99% van het stemrecht in handen. De totale marktkapitalisatie van de groep kwam uit op US$ 12,8 miljard op basis van de introductiekoers.

### Benelux
De afzonderlijke labels van wat later de Warner Music Group zou worden (Warner Bros. en Reprise) werden sinds de jaren '40 door verschillende distributeurs op de Nederlandse en Belgische markt gebracht. In 1965 vonden zij onderdak bij de Nederlandse platenmaatschappij Negram. Later kwamen daar ook Elektra Records en Atlantic Records bij.
Begin jaren '70 werd Warner een zelfstandige platenmaatschappij door de oprichting van WEA International Inc., dat de distributie en marketing van de afzonderlijke labels voor zijn rekening nam. De naam WEA werd gevormd door de eerste letters van Warner, Elektra en Atlantic. Midden jaren '70 ontstonden in Nederland en België afzonderlijke divisies. Daardoor konden ook nationale artiesten onder contract komen bij WEA, zoals Maggie MacNeal en de Dolly Dots.
In de jaren '90 werd de naam veranderd in Warner Music International (later: Warner Music Group), waarbij de Nederlandse en Belgischie divisies werden samengevoegd tot Warner Music Benelux. Het hoofdkantoor kwam in Hilversum. Populaire Nederlandse artiesten in die tijd waren Ilse DeLange en Krezip.
De teruggang in internationale platenverkoop na 2000 zorgde er in 2004 echter voor dat Warner genoodzaakt werd om alle nationale artiesten te dumpen en zich te beperken tot het marketen van de artiesten die vanuit het buitenland (voornamelijk de VS) werden aangeboden.
Sinds enige jaren is bovengenoemde situatie weer teruggedraaid, want artiesten als Waylon, 3JS, Ali B, Glen Faria en Dopebwoy hebben inmiddels (weer) onderdak gevonden bij Warner Music Benelux. Dat geldt ook voor een aantal Belgische artiesten zoals Clouseau en Selah Sue, die na de overname van EMI Belgium door Warner Music automatisch bij laatstgenoemde maatschappij kwamen.
Op 7 september 2017 werd bekend dat de Warner Music Group voor meer dan 100 miljoen dollar het Nederlandse label Spinnin' Records overneemt.

## Geschiedenis
De oudste bedrijfsonderdelen van de groep gaan ver terug. Chappell & Co. werd in 1811 opgericht en in 1896 volgde Parlophone. In 1967 nam Warner Bros.-Seven Arts, het moederbedrijf van Warner Records, Atlantic Records over met artiesten als Led Zeppelin en Aretha Franklin. In 1969 werd Warner Bros.-Seven Arts overgenomen door Kinney National Company een jaar later gevolgd door Elektra Records met The Doors. In 1971 besloten Warner Bros., Elektra Records en Atlantic Records samen te werken op het gebied van de distributie en richtten hiervoor WEA Corp op. In 1987 volgde de koop van Chappell & Co. en dit bedrijfsonderdeel werd hernoemd naar Warner Chappell Music.
In 2004 besloot het moederbedrijf Time Warner de muziekactiviteiten te verkopen aan een consortium van private-equity-investeerders onder leiding van Edgar Bronfman Jr.. Na een beursgang in 2005 kwam het in 2011 voor US$ 3,3 miljard in handen van Access Industries.
Medio 2018 verkocht de groep alle aandelen in Spotify Technology S.A. voor een bedrag van US$ 504 miljoen.

## Labels
Warner Music Group brengt muziek uit op de labels:
- Asylum Records
- Atlantic Records
- Big Beat (dance en hiphop)
- Canvasback (voormalig sublabel van Atlantic)
- Eastwest Records (zie onder sublabel Atlantic)
- Elektra Records
- Erato (klassieke muziek)
- FFRR Records (dance)
- Fueled by Ramen (punkrock)
- Nonesuch Records
- Parlophone
- Reprise Records
- Rhino Records (omvat ook Flashback Records)
- Roadrunner Records (Hardrock en Metal)
- Sire Records
- Spinnin' Records
- Warner Classics (klassieke muziek, o.a. EMI Classic)
- Warner Music Nashville
- Warner Records

Warner heeft twee distributiekanalen:
- WEA (Warner-Elektra-Atlantic)
- ADA (Alternative Distribution Alliance)